# Ministres de la Convention
Monarchie constitutionnelle
(1791 – 1792)
Première république
(1792 – 1804)
Ministres de Louis XVI Ministres du Directoire
Ministres de la Convention du 10 août 1792 au 1er novembre 1795.

## Composition du 10 août 1792
- Ministre des Affaires étrangères :
  - 10 août 1792 – 21 juin 1793 Pierre Henri Hélène Lebrun-Tondu ;
  - 21 juin 1793 – 2 avril 1794 François Louis Deforgues ;
  - 5 avril 1794 – 8 avril 1794 par intérim Jean-Marie-Claude-Alexandre Goujon ;
  - 8 avril 1794 – 20 avril 1794 par intérim Martial Joseph Armand Herman ;
  - 20 avril 1794 – 3 novembre 1794 Philibert Buchot ;
  - 3 novembre 1794 – 21 novembre 1794 Michel Ange Mangourit ;
  - 21 novembre 1794 – 19 février 1795 André-François Miot de Mélito ;
  - 19 février 1795 – 3 novembre 1795 Jean-Victor Colchen.

- Ministre de la Guerre :
  - 10 août 1792 – 3 octobre 1792 Joseph Servan ;
  - 3 octobre 1792 – 18 octobre 1792 par intérim Pierre Henri Hélène Lebrun-Tondu ;
  - 18 octobre 1792 – 4 février 1793 Jean-Nicolas Pache ;
  - 4 février 1793 – 1er avril 1793 Pierre Riel de Beurnonville ;
  - 1er avril 1793 – 4 avril 1793 par intérim Pierre Henri Hélène Lebrun-Tondu ;
  - 4 avril 1793 – 20 avril 1794 Jean-Baptiste Bouchotte.

- Ministre de la Justice :
  - 10 août 1792 – 9 octobre 1792 Georges Jacques Danton ;
  - 9 octobre 1792 – 20 mars 1793 Dominique Joseph Garat ;
  - 20 mars 1793 – 20 avril 1794 Louis Gohier.

- Ministre de l'Intérieur :
  - 10 août 1792 – 23 janvier 1793 Jean-Marie Roland de La Platière ;
  - 23 janvier 1793 – 20 août 1793 par intérim  jusqu'au 14 mars 1793 Dominique Joseph Garat ;
  - 20 août 1793 – 5 avril 1794 Jules François Paré ;
  - 5 avril 1794 – 8 avril 1794 par intérim Jean-Marie-Claude-Alexandre Goujon ;
  - 8 avril 1794 – 20 avril 1794 par intérim Martial Joseph Armand Herman.

- Ministre des Finances :
  - 10 août 1792 – 13 juin 1793 Étienne Clavière ;
  - 13 juin 1793 – 20 avril 1794 Louis Grégoire Deschamps Destournelles.

- Ministre de la Marine et des Colonies :
  - 10 août 1792 – 10 avril 1793 Gaspard Monge ;
  - 10 avril 1793 – 2 juillet 1795 Jean Dalbarade ;
  - 2 juillet 1795 – 4 novembre 1795 Jean Claude Redon de Beaupréau.

## Le Comité de Salut Public
Du 6 avril 1793 jusqu'au 10 juillet 1793, la composition de ce comité de neuf membres, délibérant en secret, dominé par Georges Danton, comprenait, dans l'ordre de leur élection :
- Bertrand Barère, député des Hautes-Pyrénées ;
- Jean-François Delmas, député de la Haute-Garonne ;
- Jean-Jacques Bréard, député de la Charente-Inférieure ;
- Pierre Joseph Cambon, député de l'Hérault ;
- Georges Jacques Danton, député de Paris ;
- Jean Antoine Debry, député de l'Aisne ;
- Louis-Bernard Guyton-Morveau, député de la Côte-d'Or ;
- Jean-Baptiste Treilhard, député de Seine-et-Oise ;
- Jean-François Delacroix, député d'Eure-et-Loir.

Jean Antoine Debry, malade, donna sa démission et fut remplacé par Robert Lindet, député de l’Eure

### Le «Grand Comité de salut public»
Le 27 juillet 1793, Maximilien de Robespierre y fit son entrée.
En septembre 1793, le comité comprit douze membres :
- Maximilien de Robespierre, député de Paris ;
- Bertrand Barère, député des Hautes-Pyrénées ;
- Robert Lindet, député de l'Eure ;
- André Jeanbon Saint André, député du Lot ;
- Georges Couthon, député du Puy-de-Dôme ;
- Marie-Jean Hérault de Séchelles, député de Seine-et-Oise ;
- Pierre-Louis Prieur (dit Prieur de la Marne), député de la Marne ;
- Louis Antoine de Saint-Just, député de l'Aisne ;
- Lazare Nicolas Marguerite Carnot, député du Pas-de-Calais ;
- Claude-Antoine Prieur-Duvernois (dit Prieur de la Côte-d'Or), député de la Côte-d'Or ;
- Jacques Nicolas Billaud-Varenne, député de Paris ;
- Jean-Marie Collot d'Herbois, député de Paris.

Jean-Marie Hérault de Séchelles, suspecté de haute trahison, fut éliminé et ne fut pas remplacé.
De juillet 1793 – après le départ de Georges Danton – jusqu'à juillet 1794, les mêmes députés Montagnards à l'exception d'un seul (Hérault de Séchelles) furent constamment réélus.

## Membres du Comité de Salut Public
- Charles Gourdan (commerce et approvisionnement) 7 octobre 1795 – 27 octobre 1795 ;
- Joseph Eschasseriaux (commerce et approvisionnement) 7 octobre 1795 – 27 octobre 1795 ;
- Théophile Berlier (commerce et approvisionnement) 1er septembre 1795 – 7 octobre 1795 ;
- Pierre Marec (commerce et approvisionnement) 3 juin 1795 – 7 octobre 1795 ;
- Théodore Vernier (commerce et approvisionnement) 5 mai 1795 – 1er septembre 1795 ;
- Jean-Lambert Tallien (commerce et approvisionnement) 5 avril 1795 – 2 août 1795 ;
- Louis-Félix Roux (dit Roux de la Haute-Marne) (commerce et approvisionnement) 4 avril 1795 – 3 juillet 1795 ;
- Sébastien Laporte (approvisionnement) 5 mars 1795 – 5 mai 1795 ;
- François-Antoine Boissy d'Anglas (approvisionnement) 7 décembre 1794 – 5 avril 1795 ;
- Louis-Gustave Doulcet de Pontécoulant (Marine) 5 mai 1795 – 3 juillet 1795 ;
- Marie-Joseph Chénier (Marine et colonies) 7 octobre 1795 – 27 octobre 1795 ;
- Pierre-Claude Daunou (Marine et colonies) 1er septembre 1795 – 27 octobre 1795 ;
- Pierre Marec (Marine et colonies) 7 janvier 1795 – 5 mai 1795 ;
- Jacques Defermon des Chapelières (Marine et colonies) 5 mai 1795 – 1er septembre 1795 ;
- Théophile Berlier (Guerre) 7 octobre 1795 – 27 octobre 1795 ;
- Antoine Claire Thibaudeau (Guerre) 1er septembre 1795 – 27 octobre 1795 ;
- Philippe-Antoine Merlin (dit Merlin de Douai) (Guerre) 1er septembre 1795 – 27 octobre 1795 ;
- Charles-Louis Letourneur (dit de la Manche) (Guerre) 2 août 1795 – 27 octobre 1795 ;
- Louis-Gustave Doulcet de Pontécoulant (Guerre) 3 juillet 1795 – 1er septembre 1795 ;
- Claude-Antoine-Auguste Blad (Guerre) 3 juin 1795 – 3 juillet 1795 ;
- Sébastien Laporte (Guerre) 5 mai 1795 – 3 juin 1795 ;
- Joseph Lacombe-St-Michel (Guerre) 7 février 1795 – 3 juin 1795 ;
- Edmond Dubois-Crancé (Guerre) 7 décembre 1794 – 5 avril 1795 ;
- Thomas de Gasparin (Guerre) 5 juin 1793 – 24 juillet 1793 ;
- Jean-François Delmas (Guerre) 6 avril 1793 – 10 juillet 1793 ;
- Jean-François Delacroix (Guerre) 6 avril 1793 – 10 juillet 1793 ;
- Jean-Baptiste Treilhard (Guerre et Affaires étrangères) 5 mai 1795 – 2 août 1795 ;
- Louis-Marie de La Révellière-Lépeaux Membre du Comité de Salut Public 1er septembre 1795 – 1er septembre 1795 ;
- Louis-Marie La Revellière-Lépeaux Membre du Comité de Salut Public 1er septembre 1795 – 1er septembre 1795 ;
- Denis Lesage d'Eure-et-Loir Membre du Comité de Salut Public 2 août 1795 – 27 octobre 1795 ;
- Henry Henry-Larivière Membre du Comité de Salut Public 3 juin 1795 – 7 octobre 1795 ;
- François Aubry (Guerre) Membre du Comité de Salut Public 5 avril 1795 – 2 août 1795 ;
- Denis Lesage d'Eure-et-Loir Membre du Comité de Salut Public 5 avril 1795 – 5 mai 1795 ;
- Jacques Antoine Creuzé-Latouche Membre du Comité de Salut Public 5 avril 1795 – 5 mai 1795 ;
- Antoine-François Fourcroy Membre du Comité de Salut Public 7 février 1795 – 5 juin 1795 ;
- Philippe-Antoine Merlin (dit Merlin de Douai) Membre du Comité de Salut Public 7 février 1795 – 5 mars 1795 ;
- Jean-Baptiste Mathieu-Mirampal Membre du Comité de Salut Public 7 février 1795 – 3 juin 1795 ;
- Jean Pelet (dit Pelet de la Lozère) Membre du Comité de Salut Public 7 novembre 1794 – 5 mars 1795 ;
- André Dumont Membre du Comité de Salut Public 7 décembre 1794 – 5 avril 1795 ;
- Jean-Jacques Bréard Membre du Comité de Salut Public 7 janvier 1795 – 5 mai 1795 ;
- Lazare Carnot Membre du Comité de Salut Public 7 novembre 1794 – 5 mars 1795 ;
- Jean-Jacques Cambacérès Membre du Comité de Salut Public 7 novembre 1794 – 5 mars 1795 ;
- Joseph Richard Membre du Comité de Salut Public 7 octobre 1794 – 7 février 1795 ;
- Pierre-Louis Prieur (dit Prieur de la Marne) Membre du Comité de Salut Public 7 octobre 1794 – 7 février 1795 ;
- Louis-Bernard Guyton-Morveau Membre du Comité de Salut Public 7 octobre 1794 – 7 février 1795 ;
- Philippe-Antoine Merlin (dit Merlin de Douai) Membre du Comité de Salut Public 1er septembre 1794 – 7 janvier 1795 ;
- Jean-Baptiste Mathieu-Mirampal Membre du Comité de Salut Public 1er septembre 1794 – 7 janvier 1795 ;
- Antoine-François Fourcroy Membre du Comité de Salut Public 1er septembre 1794 – 7 janvier 1795;
- Jean-François Delmas Membre du Comité de Salut Public 1er septembre 1794 – 7 janvier 1795 ;
- Charles Cochon de Lapparent Membre du Comité de Salut Public 1er septembre 1794 – 7 décembre 1794 ;
- Jean-Baptiste Treilhard Membre du Comité de Salut Public 31 juillet 1794 – 7 novembre 1794 ;
- Jacques-Alexis Thuriot de Larosière Membre du Comité de Salut Public 31 juillet 1794 – 7 décembre 1794 ;
- Jean-Lambert Tallien Membre du Comité de Salut Public 31 juillet 1794 – 1er septembre 1794 ;
- Claude-Antoine Prieur (dit Prieur de la Côte d'or) Membre du Comité de Salut Public 31 juillet 1794 – 7 octobre 1794 ;
- Pierre-Antoine Laloy Membre du Comité de Salut Public 31 juillet 1794 – 7 novembre 1794 ;
- Joseph Eschasseriaux Membre du Comité de Salut Public 31 juillet 1794 – 7 novembre 1794 ;
- Jean-Marie Collot d'Herbois Membre du Comité de Salut Public 31 juillet 1794 – 1er septembre 1794 ;
- Lazare Carnot Membre du Comité de Salut Public 31 juillet 1794 – 7 octobre 1794 ;
- Jean-Jacques Bréard Membre du Comité de Salut Public 31 juillet 1794 – 7 décembre 1794 ;
- Jean-Marie Collot d'Herbois Membre du Comité de Salut Public 6 septembre 1793 – 31 juillet 1794 ;
- Jacques-Nicolas Billaud-Varenne Membre du Comité de Salut Public 6 septembre 1793 – 31 juillet 1794 ;
- Claude-Antoine Prieur (dit Prieur de la Côte d'or) Membre du Comité de Salut Public 14 août 1793 – 31 juillet 1794 ;
- Lazare Carnot Membre du Comité de Salut Public 14 août 1793 – 31 juillet 1794 ;
- Maximilien de Robespierre Membre du Comité de Salut Public 27 juillet 1793 – 28 juillet 1794 ;
- Jacques-Alexis Thuriot de Larosière Membre du Comité de Salut Public 10 juillet 1793 – 20 septembre 1793 ;
- Pierre-Louis Prieur (dit Prieur de la Marne) Membre du Comité de Salut Public 10 juillet 1793 – 31 juillet 1794 ;
- Jean-Baptiste Mathieu-Mirampal Membre du Comité de Salut Public 30 mai 1793 – 22 juin 1793 ;
- André Jeanbon (dit Jean-Bon Saint-André) Membre du Comité de Salut Public 13 juin 1793 – 31 juillet 1794 ;
- Jean Antoine Debry Membre du Comité de Salut Public 6 avril 1793 – 7 avril 1793 ;
- Georges Danton Membre du Comité de Salut Public 6 avril 1793 – 10 juillet 1793 ;
- Georges Couthon Membre du Comité de Salut Public 5 juin 1793 – 28 juillet 1794 ;
- Emmanuel-Joseph Sieyès (diplomatie) 2 août 1795 – 27 octobre 1795 ;
- Jean-François Reubell (diplomatie) 5 mars 1795 – 3 juillet 1795 ;
- Jean-François Reubell (hôpitaux militaires) 2 août 1795 – 27 octobre 1795 ;
- Jean-Jacques Cambacérès (président) 1er septembre 1795 – 27 octobre 1795 ;
- Jean-Jacques Cambacérès (président) 5 avril 1795 – 2 août 1795 ;
- Philippe-Antoine Merlin (dit Merlin de Douai) (président) 2 août 1795 – 1er septembre 1795 ;
- Philippe-Antoine Merlin (dit Merlin de Douai) (président) 5 mars 1795 – 5 avril 1795 ;
- Jean-Baptiste Louvet de Couvray (relations extérieures) 3 juillet 1795 – 27 octobre 1795 ;
- Jean Antoine Debry (relations extérieures) 3 juillet 1795 – 27 octobre 1795 ;
- François-Antoine Boissy d'Anglas (relations extérieures) 3 juillet 1795 – 27 octobre 1795 ;
- Philippe-Antoine Merlin (dit Merlin de Douai) (relations extérieures) 5 avril 1795 – 3 juin 1795 ;
- Emmanuel-Joseph Sieyès (relations extérieures) 5 mars 1795 – 3 juillet 1795 ;
- François-Joseph Gamon (armes et poudres) 3 juin 1795 – 7 octobre 1795 ;
- Jacques-Antoine Rabaut-Pommier (armement) 5 mai 1795 – 1er septembre 1795 ;
- Jean-Pierre Chazal (armement) 7 février 1795 – 5 mars 1795 ;
- Pierre Gillet (fournitures militaires) 5 avril 1795 – 3 juillet 1795 ;
- Robert Lindet (subsistances, finances) 31 juillet 1794 – 7 octobre 1794 ;
- Jacques-Nicolas Billaud-Varenne (correspondance autorités constituées) 31 juillet 1794 – 1er septembre 1794 ;
- Bertrand Barère de Vieuzac (affaires étrangères, marine, aff militaires) 31 juillet 1794 – 1er septembre 1794 ;
- Robert Lindet (subsistances, finances) 22 juin 1793 – 31 juillet 1794 ;
- Théophile Berlier (Justice) 5 juin 1793 – 10 juillet 1793 ;
- Jean-Jacques Bréard (Justice) 6 avril 1793 – 5 juin 1793 ;
- Marie-Jean Hérault de Séchelles (constitution) 5 juin 1793 – 29 décembre 1793 ;
- Dominique Ramel de Nogaret (constitution) 30 mai 1793 – 10 juillet 1793 ;
- Louis-Antoine de Saint-Just (correspondance générale, affaires militaires) 30 mai 1793 – 28 juillet 1794 ;
- Robert Lindet (adjoint Marine) 7 avril 1793 – 13 juin 1793 ;
- Bertrand Barère de Vieuzac (affaires étrangères, marine, aff militaires) 6 avril 1793 – 31 juillet 1794 ;
- Jean-Baptiste Treilhard (Justice) 6 avril 1793 – 13 juin 1793 ;
- Louis-Bernard Guyton-Morveau (intérieur et subsistances) 6 avril 1793 – 10 juillet 1793 ;
- Joseph Cambon (Intérieur & subsistances) 6 avril 1793 – 10 juillet 1793.